# Oaxacacoris
Oaxacacoris is een geslacht van wantsen uit de familie van de Miridae (blindwantsen). Het geslacht werd voor het eerst wetenschappelijk beschreven door Michael D. Schwartz en Gary M. Stonedahl in 1987.

## Soorten
Het genus bevat de volgende soorten:

- Oaxacacoris cygnus Schwartz & Stonedahl, 1987
- Oaxacacoris cynus Schwartz & Stonedahl, 1987
- Oaxacacoris durango Stonedahl & Schwartz, 1988
- Oaxacacoris guadalarjara Stonedahl & Schwartz, 1988
- Oaxacacoris pueblensis Schwartz & Stonedahl, 1987
- Oaxacacoris schaffneri Schwartz & Stonedahl, 1987